# Tiểu Quắc
Tiểu Quắc có phiên âm khác là Tiểu Quách (tiếng Trung: 小虢; bính âm: Xiǎoguó) là một phiên thuộc thời Xuân Thu trong lịch sử Trung Quốc, sau khi nước Tây Quắc dời sang phía đông, vẫn còn sót lại một quốc gia thuộc chi thứ ở đất cũ của Tây Quắc, về sau bị Tần Vũ công tiêu diệt vào năm 687 TCN. Sử ký chính nghĩa trích trong Dư địa chí viết rằng nước này vốn do dân tộc du mục chiếm cứ đất cũ của Tây Quắc mà lập nên, Trương Tiểu Hành lại cho rằng quan điểm này có sự sai lầm.

## Vua Tiểu Quắc
| Thụy hiệu        | Họ tên | Thời gian trị vì     | Thân phận và ghi chú                                    |
| ---------------- | ------ | -------------------- | ------------------------------------------------------- |
| Quắc Bá          |        |                      | chi thứ của Đông Quắc, được người Khương giúp phục quốc |
| đời sau không rõ |        |                      |                                                         |
|                  |        | thời Chu Trang vương | 687 TCN bị Tần Vũ công tiêu diệt                        |